# Papurana garritor
Espèce
Synonymes
- Rana garritor Menzies, 1987
- Hylarana garritor (Menzies, 1987)

Statut de conservation UICN

 LC  : Préoccupation mineure
Papurana garritor est une espèce d'amphibiens de la famille des Ranidae.

## Répartition
Cette espèce se rencontre jusqu'à 1 500 m d'altitude, :
- en Papouasie-Nouvelle-Guinée, en Nouvelle-Guinée orientale et sur les îles de Goodenough, de Fergusson et de Normanby dans l'archipel d'Entrecasteaux ;
- en Indonésie, en Nouvelle-Guinée occidentale et sur l'île de Waigeo.

## Publication originale
- Menzies, 1987 : A taxonomic revision of Papuan Rana (Amphibia: Ranidae). Australian Journal of Zoology, vol. 35, no 4, p. 373-418.